# Přehled československých medailí na olympijských hrách v atletice
Přehled československých medailí na Letních olympijských hrách.

## Celkový přehled
| Rok      | Místo konání | Zlatá medaile | Stříbrná medaile | Bronzová medaile | Celkem |
| -------- | ------------ | ------------- | ---------------- | ---------------- | ------ |
| LOH 1932 | Los Angeles  | 0             | 0                | 1                | 1      |
| LOH 1948 | Londýn       | 1             | 1                | 0                | 2      |
| LOH 1952 | Helsinky     | 4             | 1                | 0                | 5      |
| LOH 1956 | Melbourne    | 1             | 0                | 1                | 2      |
| LOH 1960 | Řím          | 0             | 1                | 0                | 1      |
| LOH 1964 | Tokio        | 0             | 2                | 0                | 2      |
| LOH 1968 | Mexico City  | 1             | 0                | 1                | 2      |
| LOH 1972 | Mnichov      | 1             | 0                | 1                | 2      |
| LOH 1976 | Montréal     | 0             | 0                | 1                | 1      |
| LOH 1980 | Moskva       | 0             | 2                | 0                | 2      |
| LOH 1988 | Soul         | 1             | 1                | 0                | 2      |
| LOH 1992 | Barcelona    | 2             | 0                | 0                | 2      |
| Celkem   |              | 11            | 8                | 5                | 24     |

## Podle medailí
| Rok      | Místo konání | Atlet                 | Disciplína     | Výkon     | Zlato         | Stříbro          | Bronz            |
| -------- | ------------ | --------------------- | -------------- | --------- | ------------- | ---------------- | ---------------- |
| LOH 1932 | Los Angeles  | František Douda       | vrh koulí      | 15,61 m   |               |                  | Bronzová medaile |
| LOH 1948 | Londýn       | Emil Zátopek          | 10 000 m       | 29:59,6   | Zlatá medaile |                  |                  |
| LOH 1948 | Londýn       | Emil Zátopek          | 5 000 m        | 14:17.8   |               | Stříbrná medaile |                  |
| LOH 1952 | Helsinky     | Emil Zátopek          | 10 000 m       | 29:17,0   | Zlatá medaile |                  |                  |
| LOH 1952 | Helsinky     | Emil Zátopek          | 5 000 m        | 14:06.6   | Zlatá medaile |                  |                  |
| LOH 1952 | Helsinky     | Emil Zátopek          | maratón        | 2:23:03.2 | Zlatá medaile |                  |                  |
| LOH 1952 | Helsinky     | Dana Zátopková        | hod oštěpem    | 50,47 m   | Zlatá medaile |                  |                  |
| LOH 1952 | Helsinky     | Josef Doležal         | chůze na 50 km | 4:30:17.8 |               | Stříbrná medaile |                  |
| LOH 1956 | Melbourne    | Olga Fikotová         | hod diskem     | 53,69 m   | Zlatá medaile |                  |                  |
| LOH 1956 | Melbourne    | Jiří Skobla           | vrh koulí      | 17,65 m   |               |                  | Bronzová medaile |
| LOH 1960 | Řím          | Dana Zátopková        | hod oštěpem    | 53,78 m   |               | Stříbrná medaile |                  |
| LOH 1964 | Tokio        | Josef Odložil         | 1500 m         | 3:39.6    |               | Stříbrná medaile |                  |
| LOH 1964 | Tokio        | Ludvík Daněk          | hod diskem     | 60,52 m   |               | Stříbrná medaile |                  |
| LOH 1968 | Mexico City  | Miloslava Rezková     | skok do výšky  | 182 cm    | Zlatá medaile |                  |                  |
| LOH 1968 | Mexico City  | Ludvík Daněk          | hod diskem     | 62,92 m   |               |                  | Bronzová medaile |
| LOH 1972 | Mnichov      | Ludvík Daněk          | hod diskem     | 64,40 m   | Zlatá medaile |                  |                  |
| LOH 1972 | Mnichov      | Eva Šuranová          | skok daleký    | 6,67 m    |               |                  | Bronzová medaile |
| LOH 1976 | Montréal     | Helena Fibingerová    | vrh koulí      | 20,67 m   |               |                  | Bronzová medaile |
| LOH 1980 | Moskva       | Jarmila Kratochvílová | 400 m          | 49,46 s   |               | Stříbrná medaile |                  |
| LOH 1980 | Moskva       | Imrich Bugár          | hod diskem     | 66,38 m   |               | Stříbrná medaile |                  |
| LOH 1988 | Soul         | Jozef Pribilinec      | chůze na 20 km | 1:19:57   | Zlatá medaile |                  |                  |
| LOH 1988 | Soul         | Jan Železný           | hod oštěpem    | 84,12 m   |               | Stříbrná medaile |                  |
| LOH 1992 | Barcelona    | Jan Železný           | hod oštěpem    | 89,66 m   | Zlatá medaile |                  |                  |
| LOH 1992 | Barcelona    | Robert Změlík         | desetiboj      | 8611 bodů | Zlatá medaile |                  |                  |